# Tróia (romance)
Tróia (título original em inglês Troy) é um romance para jovens adultos da autoria de Adèle Geras, publicado em 2000. Baseia-se nos acontecimentos relatados na obra poética Ilíada de Homero, incorporando histórias originais ambientadas no coração da cidade durante os últimos dias da Guerra de Tróia. O romance foi nomeado para a Medalha Carnegie, o Prêmio Whitbread e o Prêmio Guardian.

## Sinopse
Xanthe e Marpessa são duas irmãs que vivem numa Tróia sitiada pelos gregos, dez anos após Páris ter levado Helena para longe de Esparta e do seu marido Menelau. Aborrecida e cansada da guerra, a Deusa Afrodite, que prometeu a Páris o amor da mulher mais bonita do mundo, coloca então a sua atenção nas duas irmãs troianas, que tragicamente são atingidas pela flecha do amor de Eros, o Deus do Amor. Ambos se apaixonam por Alastor, um belo soldado caído em desgraça, apesar de poderoso.